# Мавпа (оповідання)
«Мавпа» (англ. The Monkey) — оповідання американського письменника Стівена Кінга у жанрі фантастики жахів. Вперше вийшло, як самостійний твір, у журналі Gallery у листопаді 1980 року. Згодом, у 1985, оповідання вийшло у складі авторської збірки «Команда скелетів».

## Сюжет
Історія починається з того, що двоє дітей, братів, Пітер (англ. Peter) і Денніс (англ. Dennis), знаходять на горищі будинку свого двоюрідного дядька іграшкову мавпу з тарілками.

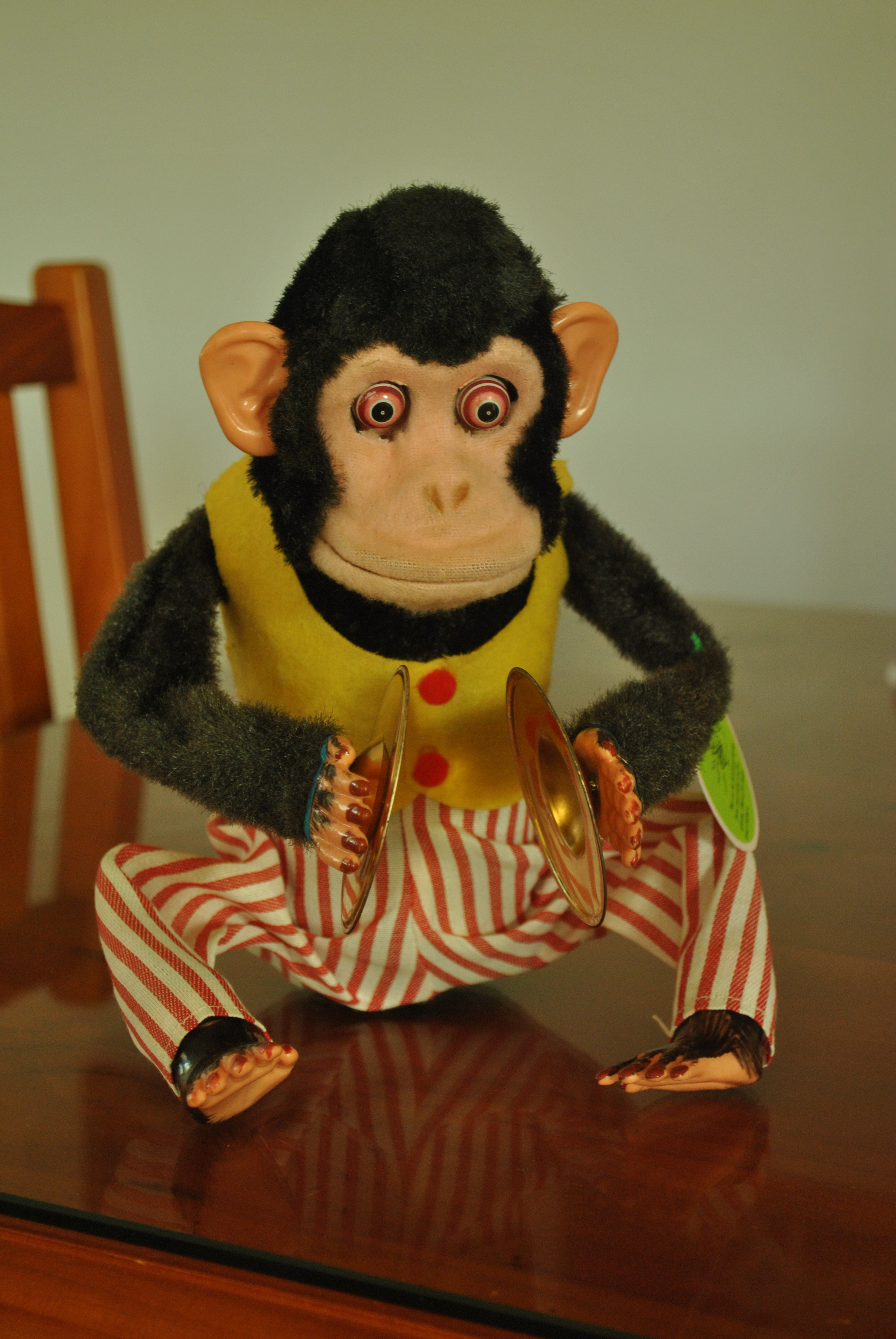
Іграшкова мавпа з тарілками — основний антагоніст оповідання

Незабаром з'ясовується, як їхній батько, Гел (англ. Hal), у часи свого дитинства знайшов цю іграшкову мавпу в антикварній скрині, що належала його батькові (батько Гела був морським торговцем, який зник за загадкових обставин). У той же час Гел виявив, що коли мавпа стукає тарілками, хтось із його близьких гине. Так він зрозумів, що мавпа проклята. Він безпорадно спостерігав, як іграшка своїми темними чарами вбивала членів його сім'ї, аж поки Гел не викинув її у старий колодязь у домі свого дядька.
Історія переноситься у сьогодення і Гел бере мавпу і викидає її у озеро, сподіваючись, що з нею буде покінчено назавжди і вона більше ніколи нікого не вб'є. Розповідь закінчується уривком із газетної статті, в якій повідомляється про таємничу загибель риб у озері.

## Історія написання та публікація
У примітках до збірки оповідань «Команда скелетів» Кінг стверджував, що ідея написати цю історію виникла у нього коли він був у справах у Нью-Йорку. Там він побачив, як на вулиці продавали іграшкових мавп з тарілками, котрі були виставлені в ряд. Вони були згорблені, усміхнені і плескали своїми тарілками, що викликало певний жах у Кінга. Він сам вважає, що це тому що вони були схожі на жінку з ножицями, як у фільмах жахів, яка одного дня може когось вбити. Тож він, тримаючи цю ідею в голові, у той же день написав від руки цю історію у готельному номері.
Вперше твір «Мавпа» було опубліковано у журналі для дорослих «Gallery» у листопаді 1980 року. Пізніше, Кінг включив його у свою збірку «Команда скелетів», яка вийшла у світ 21 червня 1985 року.

## Екранізації
У 1984 році за мотивами цього оповідання було створено фільм «Дар диявола».
У 2023 році стало відомо, що за цим оповіданням буде відзнято новий фільм під назвою «Мавпа». Його режисером стане Оз Перкінс, одним з продюсерів буде Джеймс Ван, а головну роль зіграє Тео Джеймс. Вихід фільму запланований на 2025 рік.

## Нагороди і номінації
| Рік  | Премія                    | Номінація           | Результат | Дж.   |
| ---- | ------------------------- | ------------------- | --------- | ----- |
| 1982 | Британська премія фентезі | Найкраще оповідання | Номінація | [ 8 ] |